# Gemma Araujo
María Gemma Araujo Morales (La Línea de la Concepción, 5 de marzo de 1979) es una política española del Partido Socialista Obrero Español. Fue alcaldesa de su ciudad natal entre 2011 y 2015. Desde 2020 es diputada del Congreso.
Es licenciada y Master en Derecho por la Universidad de Cádiz.

## Trayectoria política

### Local
Quedando en segundo lugar en las municipales de 2011 con 10 concejales, frente a los 11 del Partido Popular del entonces alcalde Alejandro Sánchez García, accedió con los votos de su partido, los de Izquierda Unida Los Verdes-Convocatoria por Andalucía y el Partido Andalucista.

### Autonómica
En municipales de 2015 es la más votada empatando a 9 concejales con Juan Franco, del partido local La Línea 100x100. Éste le arrebata la alcaldía con los apoyos del PP y de IULV-CA.
Tras su mandato como alcaldesa fue delegada de Justicia y Administración Pública, de Medio Ambiente y de Fomento de la Junta de Andalucía en la provincia de Cádiz. También ha sido Delegada territorial de la Consejería de Fomento y Vivienda en Cádiz, cargo que ocupó en la de 2015.

### Nacional
Concurrió en el cuarto puesto de la candidatura del PSOE por Cádiz a las elecciones de abril y noviembre de 2019, no siendo elegida. Tomó posesión como diputada en febrero de 2020, en sustitución del cabeza de lista, Fernando Grande-Marlaska, quien renunció al acta para dedicarse exclusivamente al cargo de ministro del Interior.